# Orehovo-Zuevo
Orehovo-Zuevo (în rusă Орехово-Зуево) este un oraș din Regiunea Moscova, Federația Rusă și are o populație de 122.248 locuitori.

## Personalități
- Aleksandr Țurcan (n. 1960), actor rus.